# Parafia św. Józefa w Kalwarii Zebrzydowskiej
Parafia św. Józefa w Kalwarii Zebrzydowskiej – rzymskokatolicka parafia archidiecezji krakowskiej w dekanacie Kalwaria należąca do Kościoła katolickiego obrządku łacińskiego.

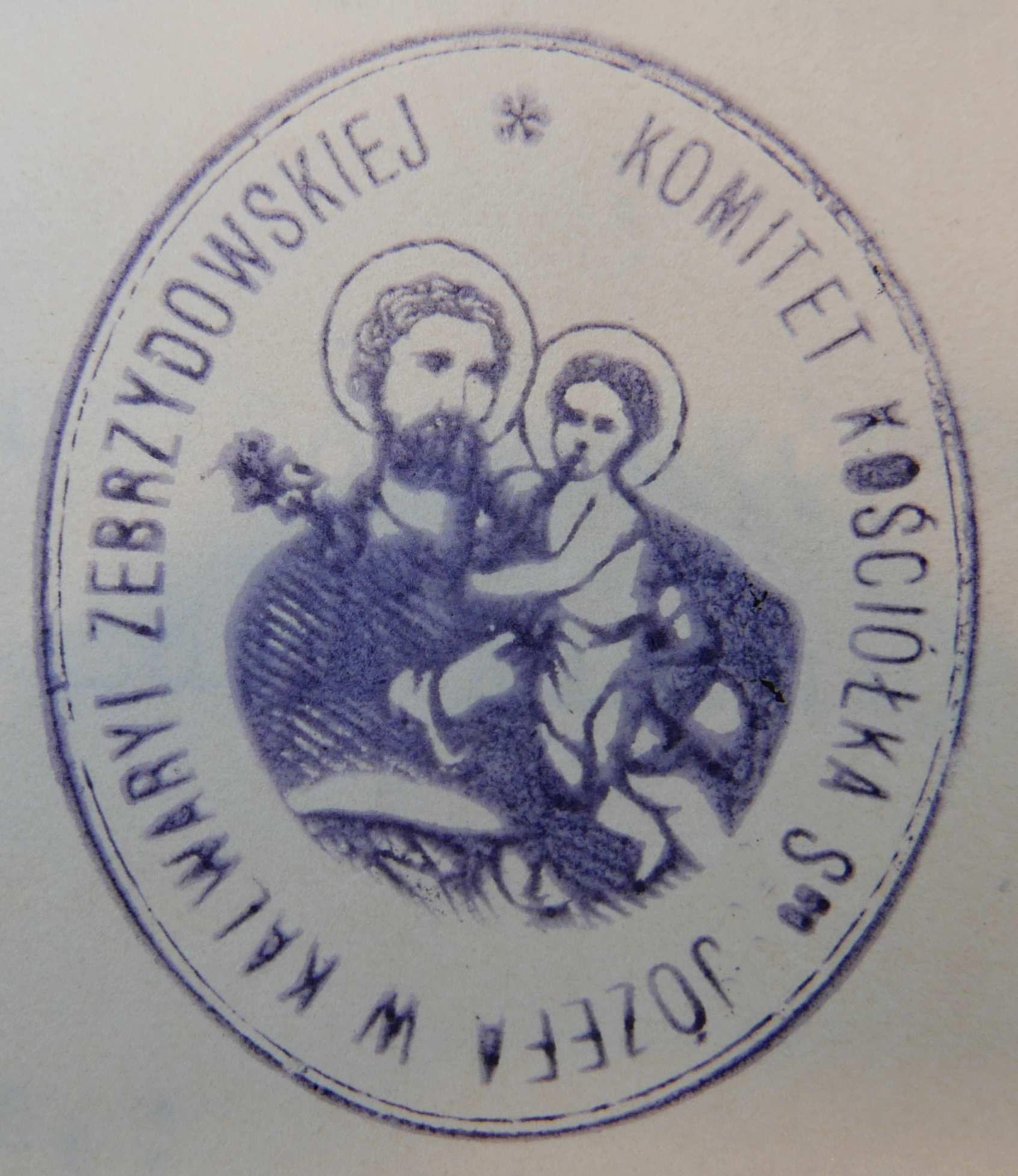
Pieczęć Komitetu Kościoła św. Józefa w Kalwarii Zebrzydowskiej z 1918 roku

- Na terenie parafii znajduje się sanktuarium pasyjno-maryjne oo. bernardynów, będące ośrodkiem ruchu pielgrzymkowego.
  - Bazylika Matki Boskiej Anielskiej i klasztor z umieszczonym w jednej z bocznych kaplic cudownym wizerunkiem Matki Bożej Kalwaryjskiej.
  - 42 kaplice i kościoły – Dróżki Pana Jezusa (28 stacji) i Dróżki Matki Boskiej (24 stacje).
- Wyższe Seminarium Duchowne oo. Bernardynów przeniesione tu w 1939 ze Lwowa.
- Przedszkole prowadzone przez siostry Nazaretanki

## Historia
Pierwsze wzmianki o budowie kościoła św. Józefa pochodzą z pierwszej połowy XVIII w. (po 1715 po wielkim pożarze miasta), w którym służbę dla przyjezdnych pełnili ojcowie bernardyni. Kościół ten jednak spłonął w czasie walki konfederatów barskich. Na jego miejscu w 1773 stanęła kapliczka ochraniająca wodę, ku czci św. Jana Niepomucena. W 1898 powstał Komitet Budowy kościoła, który rozpoczął zbiórkę pieniędzy od mieszkańców oraz pielgrzymów. W latach 1902–1906 trwała budowa obecnego kościoła, który w 1908 zostaje poświęcony.
Początkowo służbę duszpasterską pełnili tutaj księża z parafii św. Michała Archanioła z Zebrzydowic. W 1911 został mianowany pierwszy katecheta szkolny rezydujący w Kalwarii Zebrzydowskiej. 11 października 1942 roku została erygowana parafia pw. św. Józefa.
W latach 2007–2010 trwał remont zabytkowej plebanii, która wymagała natychmiastowego remontu. Co drugą niedzielę wierni składali na składkę ofiarę na ten cel.
W 2012 duszpasterze wraz z wiernymi rozpoczęli działania remontowe w kościele parafialnym m.in.: przed zimą 2012 zainstalowano ogrzewanie gazowe.
11 listopada 2020 roku papież Franciszek ogłosił, iż ks. Robert Chrząszcz pochodzący z Kalwarii Zebrzydowskiej został mianowany biskupem pomocniczym Archidiecezji Krakowskiej. 

## Grupy parafialne
- Parafialny Klub Sportowy św. Józef
- Ruch Światło-Życie
- Krąg Rodzin Nazaretańskich
- Akcja Katolicka
- Służba Liturgiczna

## Zasięg parafii
- Bugaj Kalwaryjski
- Kalwaria Zebrzydowska

## Proboszczowie
- ks. Andrzej Gawenda (od 2024)
- ks. Wiesław Cygan (2007–2024)
- ks. Stanisław Dziedzic (1986–2007)
- ks. Tadeusz Porzycki (1986)
- ks. Józef Kapcia (1980–1986)
- ks. Stanisław Szlachta (1945–1980)
- ks. Józef Zwardoń (1944–1945)
- ks. Jan Sidełko (1942–1944)
- ks. Józef Hojoł (1937–1942)

## Odpust
Odpust parafialny obchodzi się dwa razy do roku:
- 19 marca – uroczystość św. Józefa
- niedziela po Bożym Narodzeniu – święto Najświętszej Rodziny z Nazaretu